# HMS Grenville (1935)
HMS Grenville (H03) (Корабль Его Величества «Гренвилл») — британский лидер эскадренных миноносцев типа G. Построен для Королевского флота в 1936 году. До войны возглавил 20-ю флотилию эсминцев Средиземноморского флота. После 3 сентября 1939 года возвращен в состав флота Метрополии. 19 января 1940 г. в 12 час. 50 мин. по Гринвичскому времени подорвался на мине и быстро затонул. Экипаж понёс большие потери. Место гибели корабля южная часть Северного моря, в 23 милях южнее плавучего маяка Кентиш Кнок, в точке с координатами 51°39′ с. ш. 02°17′ в. д..

## Конструкция

### Архитектурный облик
Как и в случае с эсминцами программы 1933 года, лидер этой программы должен был стать повторением своих предшественников программ 1931-32 годов, но на 1,8 м короче за счёт отказа от турбин крейсерского хода и меньшей длины МО и на 0,23 м (9 дюмов) шире. Рабочие чертежи Совет Адмиралтейства утвердил в ноябре 1933 года, в этом же месяце состоялся конкурс на постройку, выигранный фирмой Ярроу.

### Энергетическая установка

#### Главная энергетическая установка
Корабль оснащался фирменными Ярроу котлами с бортовым расположением топок, впервые применёнными на построенном у того же Ярроу в 1932 году югославском лидере «Дубровник». Эти котлы с подогревом воздуха и перегревом пара располагались параллельно диаметральной плоскости корабля, давая выигрыш в длине машинного отделения порядка двух с половиной метров. Совет Адмиралтейства утвердил изменения проекта в июле 1934 года. Две турбины Парсонса (высокого и низкого давления) и редуктор составляли турбозубчатый агрегат. Размещение ГЭУ — линейное. Котлы размещались в изолированных отсеках, турбины — в общем машинном отделении, при этом были отделены от турбин водонепроницаемой переборкой.
Рабочее давление пара — 21 кгс/см² (20,3 атм.), температура — 327 °C.

#### Дальность плавания и скорость хода
Проектная мощность составляла 38 000 л. с., что должно было обеспечить скорость хода (при полной нагрузке) в 32 узла. Максимальная проектная скорость 36 узлов.
На испытаниях «Гренвилл» развил 36,5 узла.
Запас топлива хранился в топливных танках, вмещавших 470 дл. т (469 дл. т, 477 т) мазута, что обеспечивало дальность плавания 5500 миль 15-узловым ходом или 1500 миль полным ходом.

### Вооружение
На лидер установили пять 120-мм орудий Mark IX с длиной ствола 45 калибров на установках CP XVII. Максимальный угол возвышения 40°, снижения 10°. Масса снаряда 22,7 кг, начальная скорость 807 м/с. Орудия обладали скорострельностью 10 — 12 выстрелов в минуту. Система управления артогнём состояла из трёхметрового дальномера MS.20 и ПУАО — «директор для эсминцев» (DCT) Mk.I.

#### Зенитное вооружение
Зенитное вооружение составляли пара счетверённых 12,7-мм пулемёта, Vickers .50.

#### Торпедное вооружение
Торпедное вооружение включало в себя два 533-мм четырёхтрубных торпедных аппарата Q.R.Mk.VIII.

#### Противолодочное вооружение
Противолодочное вооружение состояло из гидролокатора, бомбосбрасывателя, двух бомбомётов, двадцати глубинных бомб.

## Служба
До войны возглавлял 20-ю флотилию эсминцев Средиземноморского флота. 3 сентября 1939 года возвращен в состав флота Метрополии. 19 января 1940 года в 12:50 подорвался на минах, поставленных ночью 6/7.01.40 германскими эсминцами «Eckoldl», «Ihn» и «Steinbrinck», ю.-в. Хариджа (51°39′ с. ш. 02°17′ в. д.), затонул. Потери: 4 офицера, 73 матроса. Место гибели корабля южная часть Северного моря, в 23 милях южнее плавучего маяка Кентиш Кнок.

## Использованная литература и источники
- О. А. Рубанов. Эскадренные миноносцы Англии во второй мировой войне. — СПб., 2004. — 72 с. — (БОЕВЫЕ КОРАБЛИ МИРА).
- English, John. Amazon to Ivanhoe: British Standard Destroyers of the 1930s. — Kendal: World Ship Society, 1993. — 144 p. — ISBN 0-905617-64-9.
- Грановский Е., Дашьян А., Морозов М. Британские эсминцы в бою. Часть 2 / под ред. М. Э. Морозова. — М.: ЧеРо, 1997. — 48 с илл. с. — (Ретроспектива войны на море). — 1000 экз. — ISBN 5-88711-052-X.
- Дашьян А. В. Корабли Второй мировой войны. ВМС Великобритании. Часть 2. — М.: Моделист-Конструктор, 2003. — (Морская Коллекция № 5).
- Conway's All The Worlds Fighting Ships, 1922—1946 / Gray, Randal (ed.). — London: Conway Maritime Press, 1980. — 456 p. — ISBN 0-85177-1467.